# Burmeister
Burmeister ist ein deutscher Familienname.

## Herkunft und Bedeutung
Burmeister ist ein Berufsname, der sich auf die mittelalterliche Bezeichnung für den Bürgermeister bezieht.

## Namensträger
- Annelies Burmeister (1928–1988), deutsche Opernsängerin
- Armin Burmeister, deutscher Basketballspieler
- Arnold Burmeister (1899–1988), deutscher Offizier, zuletzt Generalleutnant im Zweiten Weltkrieg
- August Burmeister (1888–1970), deutscher Lehrer, Museumsführer, Kunstsammler und -förderer
- Brigitte Burmeister (Franziska Saalburg, Liv Morten; * 1940), deutsche Literaturwissenschaftlerin und Schriftstellerin
- Christfried Burmeister (1898–1965), estnischer Eisschnellläufer
- Danny Burmeister (* 1963), US-amerikanischer Footballspieler
- Enno Burmeister (1929–2017), deutscher Architekt
- Felix Burmeister (* 1990), deutscher Fußballspieler
- Florian Burmeister (* 1997), deutscher Handballspieler
- Franz Burmeister (1633–1672), evangelischer Theologe und Dichter
- Friedrich Burmeister (Schauspieler) (1771–1851), deutscher Schauspieler
- Friedrich Burmeister (Politiker) (1888–1968), deutscher Politiker (RPD, DDP, DDR-CDU)
- Friedrich Burmeister (Geophysiker) (1890–1969), deutscher Geophysiker
- Godeke Burmeister († 1459), Kaufmann und Ratsherr der Hansestadt Lübeck
- Günter Burmeister (* 1960), deutscher Richter am Bundesverwaltungsgericht
- Hans Burmeister (* 1932), deutscher Grafiker und Maler
- Harald Burmeister (* 1966), deutscher Schauspieler und Musiker
- Heiko Burmeister (* 1965), deutscher Handballspieler und -trainer
- Heinrich Burmeister (1883–1946), deutscher Reichsgerichtsrat
- Heinz Burmeister (Politiker) (1913–1972), deutscher Politiker (FDP)
- Heinz Burmeister (Mediziner) (1920–1995), deutscher Neurochirurg und Hochschullehrer
- Helmut Burmeister (* 1940), deutscher Museumsleiter
- Hermann Burmeister (1807–1892), deutscher Naturwissenschaftler
- Jana Burmeister (* 1989), deutsche Fußballspielerin
- Jens Burmeister (* 1967), deutscher Autor
- Joachim Burmeister (1564–1629), deutscher Komponist und Musiktheoretiker
- Joachim Burmeister (Kunsthistoriker) (* 1938), deutscher Kunsthistoriker
- Joachim Burmeister (Jurist) (1939–1999), deutscher Rechtswissenschaftler
- Johannes Burmeister (1576–1638), deutscher evangelisch-lutherischer Pastor und Generalsuperintendent
- Kai Burmeister (* 1976), deutscher Gewerkschafter (IG Metall) und Volkswirt
- Karin Burmeister (1942–2023), deutsche Kommunalpolitikerin
- Karl Heinz Burmeister (1936–2014), deutscher Jurist und Historiker
- Klaus Burmeister (* 1954), deutscher Zukunftsforscher
- Lars Burmeister (* 1984), deutsches Topmodel
- Ludewig Peter August Burmeister (1804–1870), deutscher Schriftsteller und Maler, siehe Johann Peter Lyser
- Margot Burmeister (* 1957), deutsche Juristin, Richterin, Gerichtspräsidentin
- Olaf Burmeister (* 1960), deutscher Schauspieler
- Otto Burmeister (* 1878), deutscher Pädagoge
- Paul Burmeister (1847–1923), deutscher Maler
- Peter Burmeister (1941–2019), deutscher Mathematiker
- Ralf Burmeister (* 1963), deutscher Kunsthistoriker
- Richard Burmeister (1860–1944), deutscher Pianist und Komponist
- Saskia Burmeister (* 1985), australische Schauspielerin
- Siegfried Burmeister (1906–1998), deutscher Maler, Musiker und Schriftsteller
- Timon Burmeister (* 2002), deutscher Fußballspieler
- Ursel Burmeister (* 1928), deutsche Handballspielerin
- Walter Burmeister (1894–1980), deutscher Biologiedidaktiker und Mecklenburger Heimatforscher
- Walther Burmeister (1924–2009), deutscher Pädiater und Hochschullehrer
- Werner Burmeister (1895–1945), deutscher Kunsthistoriker